# 乌鲁木齐铁路运输中级法院
乌鲁木齐铁路运输中级法院是中华人民共和国新疆维吾尔自治区的铁路运输中级法院。

## 沿革
1982年5月，乌鲁木齐铁路运输中级法院成立，驻地乌鲁木齐市。
2004年4月，乌鲁木齐铁路法院系统开通了局域网，此后基本实现了无纸化办公。
2007年2月15日，新疆维吾尔自治区昌吉回族自治州中级人民法院对乌鲁木齐铁路运输中级法院原院长杨志明、原执行局局长蔡红军、原办公室财务会计王青梅公开宣判，以被告人杨志明犯滥用职权罪判处有期徒刑5年，犯受贿罪判处有期徒刑10年，犯挪用公款罪判处有期徒刑4年，数罪并罚，决定执行有期徒刑15年；以被告人蔡红军犯滥用职权罪判处有期徒刑2年，缓刑3年；以被告人王青梅犯玩忽职守罪判处有期徒刑2年，犯挪用公款罪判处有期徒刑5年，数罪并罚，决定执行有期徒刑6年。
2012年6月25日，乌鲁木齐铁路运输法院、检察院移交协议签字仪式在乌鲁木齐市举行。最高人民法院政治部副主任宋建朝、铁道部政策法规司副司长魏南珍出席仪式。中共新疆维吾尔自治区党委常委、政法委书记熊选国出席仪式并讲话，中共新疆维吾尔自治区党委副秘书长、政法委常务副书记郭永辉主持签字仪式。新疆维吾尔自治区高级人民法院院长乃依木·亚森、新疆维吾尔自治区人民检察院党组书记、副检察长杨肇季与乌鲁木齐铁路局局长唐士晟分别在《铁路法院移交协议》、《铁路检察院移交协议》上签字。由此，原乌鲁木齐铁路局下辖的两级铁路运输法院、检察院分别移交新疆维吾尔自治区高级人民法院、新疆维吾尔自治区人民检察院。乌鲁木齐铁路运输中级法院的辖区是乌鲁木齐铁路局、北疆铁路公司的管界。

## 对应铁路运输基层法院
- 乌鲁木齐铁路运输法院
- 库尔勒铁路运输法院
- 哈密铁路运输法院